# Алейниково (Воронежская область)
Алейниково — село в Россошанском районе Воронежской области.
Входит в состав Алейниковского сельского поселения.

## Географическое положение
Алейниково расположено в северо-восточной части района, в 22 км от Россоши.

## История
Село основано в 1780-х гг. на землях Анны Кривоносовой, здесь она поселила своих крепостных крестьян из села Евстратовки. Село первоначально называлось по фамилии помещицы — Кривоносово, а затем по её имени — Анновка.
В 1965 году село было переименовано в Алейниково в честь уроженца местного сельсовета Героя Советского Союза Ивана Григорьевича Алейникова.

## Население
| 1859 | 2010 |
| ---- | ---- |
| 362  | ↘232 |

### Известные уроженцы
- Мирон Александрович Поляничко — пчеловод[4], во время оккупации немецкими войсками, сберёг пасеку колхоза «Гражданский свет»[5], в 1944 году передал в фонд обороны на строительство самолётов 300 тысяч рублей[2] (самолёты Ил-2, в память о трёх его сыновьях — Савелии, Иване и Михаиле)[6].

## Инфраструктура

### Улицы
- ул. Кирова
- ул. Кутузова
- пер. Малиновского